# Maria Comnena (germana d'Aleix I)
|  | Per a altres significats, vegeu «Maria Comnena». |

Maria Comnena fou una dama romana d'Orient, germana de l'emperador Aleix I Comnè. Era filla de Joan Comnè i Anna Dalassena. La seva data de naixement no es coneix amb certesa, però devia ser entre el 1044 i el 1049. A la seva crònica, Nicèfor Brienni esmenta «Maria, Eudòxia i Teodora» com a filles de Joan i Anna, fet que suggereix que Maria era la més gran de les tres. Tanmateix, no és clar si Maria era més gran o més jove que el seu germà Isaac.
Maria es casà amb Miquel Taronita, fill de Gregori Taronita, abans de la mort del seu pare el 1067. En ascendir al tron el 1081, Aleix I Comnè atorgà a Miquel les dignitats de protosebast i protovestiari i poc després li concedí la dignitat de panhipersebast i el dret de romandre assegut en presència de l'emperador. En l'Alexíada, Anna Comnena relata que Miquel fou desterrat el 1094 i li foren confiscades les seves propietats per haver participat en el complot de Nicèfor Diògenes contra l'emperador. Maria es passà la resta de la seva vida com a monja amb el nom monàstic d'Anna.
En el recordatori de la família de l'emperadriu Irene, inclòs en el típicon del monestir de Crist Filantrop, s'esmenta el 18 d'agost com a data en la qual es commemorava el record de la senyora Maria, germana de l'emperador. Un típicon del monestir del Pantocràtor menciona Maria, amb la dignitat de panhipersebasta, entre les ties difuntes de l'emperador Joan II Comnè. Se'n desconeix la data de mort, tot i que ja era morta l'octubre del 1136.
Han sobreviscut tres segells de plom de Maria Comnena. Tres provenen de Constantinoble i es troben en la col·lecció de Gueorgui Zakos, un altre fou descobert a la regió de Plòvdiv (Bulgària) i es conserva al Museu Arqueològic Regional de Plòvdiv, i l'últim fou trobat durant excavacions arqueològiques dutes a terme a la Catedral de Santa Sofia de Kíev (Ucraïna).